# Ostentação
Ostentação (do latim "ostentare", que significa "mostrar") é o ato de, com muito excesso e orgulho exacerbado, exibir realizações, posses ou habilidades de si próprio. A ostentação pode ser identificada pela sensação de satisfação acentuada, ou quando o acontecido relatado prova a superioridade de si frente ao outro. Também se busca, com a ostentação, sentimentos de admiração ou inveja.
Como antônimo, pode-se citar discrição, humildade, simplicidade e modéstia.